# Сент-Анн-сюр-Жервонд
Сент-Анн-сюр-Жервонд (фр. Sainte-Anne-sur-Gervonde) — коммуна во Франции, находится в регионе Рона — Альпы. Департамент коммуны — Изер. Входит в состав кантона Сен-Жан-де-Бурне. Округ коммуны — Вьенн.
Код INSEE коммуны — 38358. Население коммуны на 1999 год составляло 399 человек. Населённый пункт находится на высоте от 426  до 546  метров над уровнем моря. Муниципалитет расположен на расстоянии около 440 км юго-восточнее Парижа, 45 км юго-восточнее Лиона, 55 км северо-западнее Гренобля. Мэр коммуны — M. Piolat, мандат действует на протяжении 2008 гг.
Динамика населения (INSEE):